# Lithobates grylio
Lithobates grylio (antigamente: Rana grylio) é uma espécie de anfíbio anuro da família Ranidae. Está presente em Bahamas, Porto Rico, Estados Unidos. Foi introduzida nas Bahamas e Porto Rico.